# Sherwood Anderson
Sherwood Anderson (ur. 13 września 1876 w Camden w stanie Ohio, zm. 8 marca 1941 w Colón w Panamie) – amerykański pisarz, znany najbardziej ze zbioru opowiadań Miasteczko Winesburg.

## Życiorys
Urodził się w Camden (Ohio), jako syn Irwina McClaina Andersona, rzemieślnika i Emmy Jane Smith. Przez pierwsze 35 lat życia Anderson stał się człowiekiem, którego kultura uważała za idealnego. Jego ojciec był krnąbrnym człowiekiem, ledwo zdolnym do utrzymania żony i siedmiorga dzieci. Swą młodość spędził w Clyde. Anderson w wieku 14 lat porzucił szkołę i imał się różnych prac. Wychowywał się w trudnych warunkach. Ojciec popadł w alkoholizm i wcześnie zmarł (w 1895). Kiedy Anderson miał 19 lat, zmarła jego cierpliwa matka, po czym, usilnie starając się zarobić pieniądze w Clyde, stał się znany jako Jobby i ukończył mniej niż rok liceum. W tym czasie ruszył do Chicago w poszukiwaniu swojego miejsca w życiu.
Pracował w Chicago w latach 1896-1898, następnie zaciągnął się do armii. Był w składzie sił wysłanych na Kubę w czasie wojny amerykańsko-hiszpańskiej, ale nie wziął udziału w walkach. Następnie uczęszczał na Uniwersytet Wittenberg w Springfield. Pracował z sukcesem w Chicago jako copywriter. W 1904 ożenił się (po raz pierwszy) z Cornelią Lane, z którą miał trójkę dzieci.
W następnych latach prowadził własną firmę zajmującą się dostarczaniem farb. W 1912 przeżył załamanie nerwowe z powodu kłopotów rodzinnych i zawodowych. Porzucił rodzinę i firmę i przeniósł się do Chicago, by poświęcić się pisarstwu.
Początkowo kontynuował pracę copywritera. W 1916 rozwiódł się i poślubił Tennessee Mitchell. W tym samym roku opublikował swą pierwszą powieść Windy McPherson’s Son. W 1919 wydał swą najbardziej znaną książkę, zbiór opowiadań Miasteczko Winesburg, które istotnie wpłynęło na kształt nowelistyki amerykańskiej.
W 1924 ponownie się rozwiódł i ożenił, tym razem z Elizabeth Prall. Zamieszkali w Nowym Orleanie. W 1927 Anderson osiedlił się w Troutdale w Wirginii. Małżeństwo przetrwało do 1928. W 1933 ożenił się po raz czwarty z Eleanor Copenhaver. Pod jej wpływem wiele podróżował na południe Stanów Zjednoczonych, by poznawać panujące tam warunki życia i pracy.
Wiele podróżował razem z żoną. Podczas jednej z takich podróży zmarł w Panamie na zapalenie otrzewnej spowodowane połknięciem wykałaczki.

## Twórczość
- 1916 – Windy McPherson’s Son (powieść)
- 1917 – Married Men (powieść)
- 1919 – Winesburg, Ohio (pol. Miasteczko Winesburg) (zbiór opowiadań)
- 1920 – Poor White (powieść)
- 1921 – The Triumph of the Egg (zbiór opowiadań)
- 1923 – Horses and Men (zbiór opowiadań)
- 1923 – Many Marriages (powieść)
- 1924 – A Story Teller’s Story (autobiografia)
- 1925 – Dark Laughter (powieść)
- 1929 – Hello Towns (zbiór opowiadań)
- 1932 – Beyond Desire (powieść)
- 1933 – Death in the Woods and Other Stories (zbiór opowiadań)
- 1935 – Puzzled America (eseje)
- 1936 – Kit Brandon (powieść)

## Znaczenie
Proza Sherwooda Andersona wywarła wpływ na wielu pisarzy amerykańskich następnego pokolenia, w tym na Williama Faulknera, Ernesta Hemingwaya, Thomasa Wolfe’a, Johna Steinbecka.